# Kościół Serca Jezusowego w Nagykanizsy
Kościół Serca Jezusowego (węg. Jézus Szíve-templom) – rzymskokatolicka świątynia parafialna znajdująca się w węgierskim mieście Nagykanizsa.

## Historia
W 1322 wzniesiono kościół parafialny pw. św. Małgorzaty, który został zniszczony podczas wojen z Turkami na przełomie XVI i XVII wieku. Nowa świątynia powstała w 1764 roku w stylu barokowym, poświęcono ją pw. św. Jana Nepomucena. Opiekę nad budynkiem sprawowali franciszkanie. W 1824 rozbudowano go oraz dobudowano wieżę. W 1922 władze diecezji wysłały do miasta ks. Ferenca Gazdaga w celu organizacji parafii, którą miało opiekować się duchowieństwo diecezjalne. Za jego staraniem odremontowano wnętrze kościoła oraz zakupiono nowe dzwony. Świątynia była jednak wciąż zbyt mała, by pomieścić wszystkich wiernych. Nowy, dwuwieżowy kościół planowano wznieść przy placu Eötvös, lecz plany przerwał wybuch II wojny światowej. Z powodów finansowych zrezygnowano z budowy nowej świątyni i postanowiono wyremontować starą – prace wspomógł m.in. burmistrz miasta István Krátky, projekt sporządził István Kiss, a materiały sprowadzono przy pomocy generała Imrego Széchego. 25 sierpnia 1941 rozpoczęto rozbiórkę starego korpusu nawowego. 8 listopada 1942 świątynię konsekrował wikariusz biskupi, ks. György Simon. W latach 1944–1945 splądrowano budynek parafialny, lecz kościół przetrwał wojnę nienaruszony. W 1955 przemalowano wnętrze i zmodernizowano oświetlenie, a w 1962 wyremontowano hełm wieży i naprawiono zegar. Wnętrze świątyni przeszło generalny remont w 2000 roku, a rok później odmalowano elewacje.

## Architektura
Wieża i empora pochodzą z XIX wieku, a korpus nawowy i prezbiterium reprezentuje styl modernistyczny. Posiada transept.

## Galeria

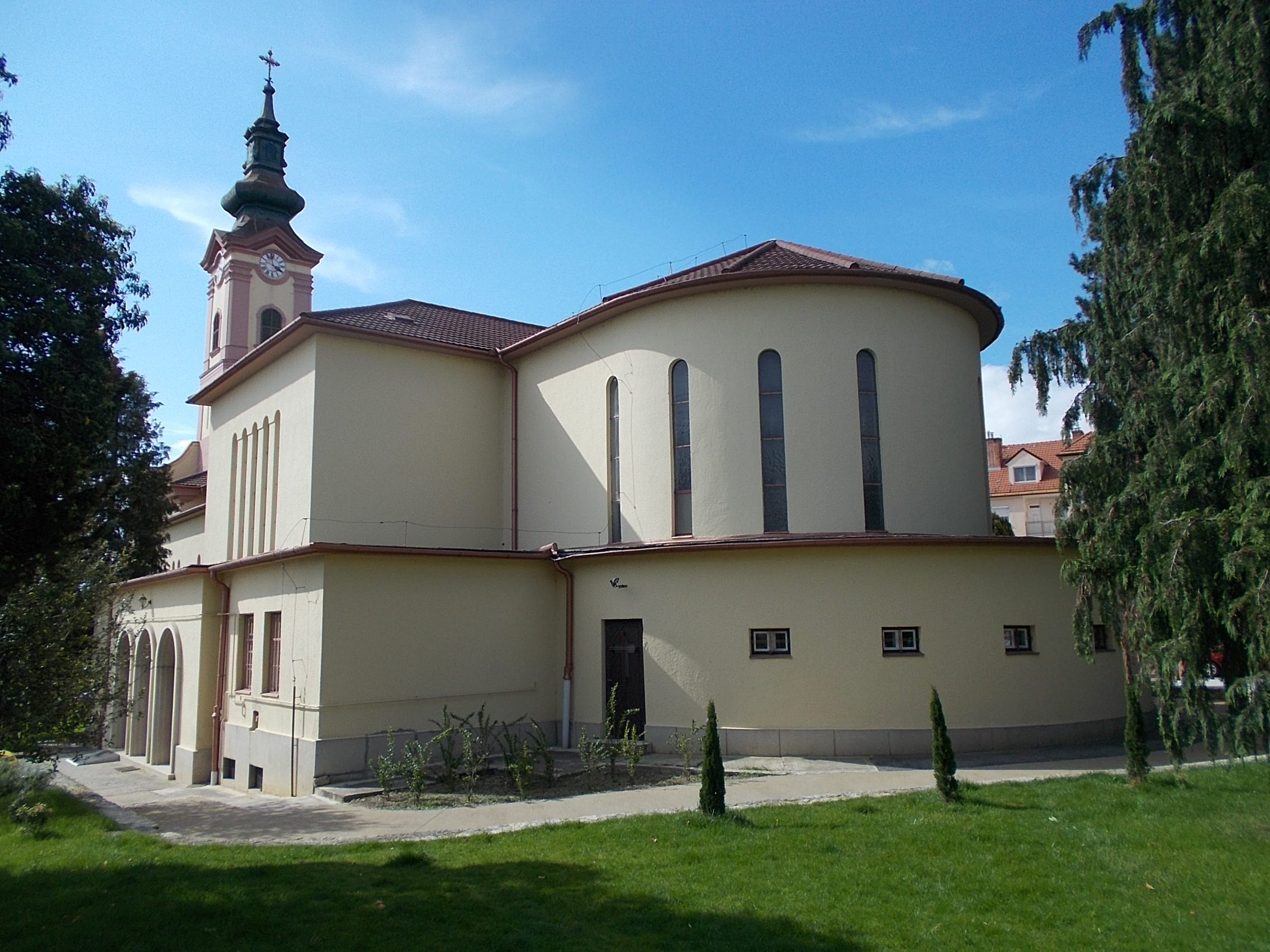
Absyda
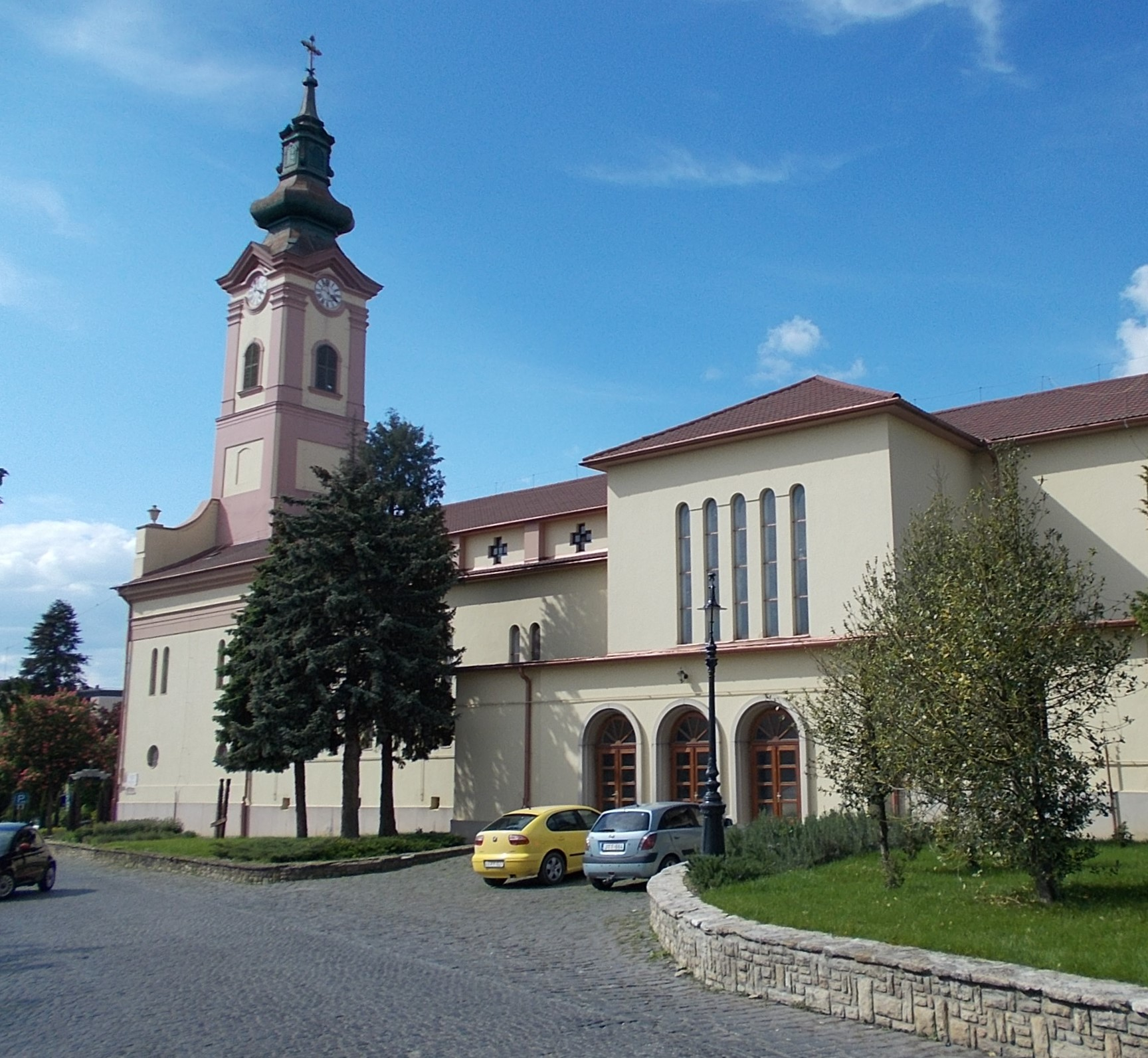
Widok z południowego wschodu
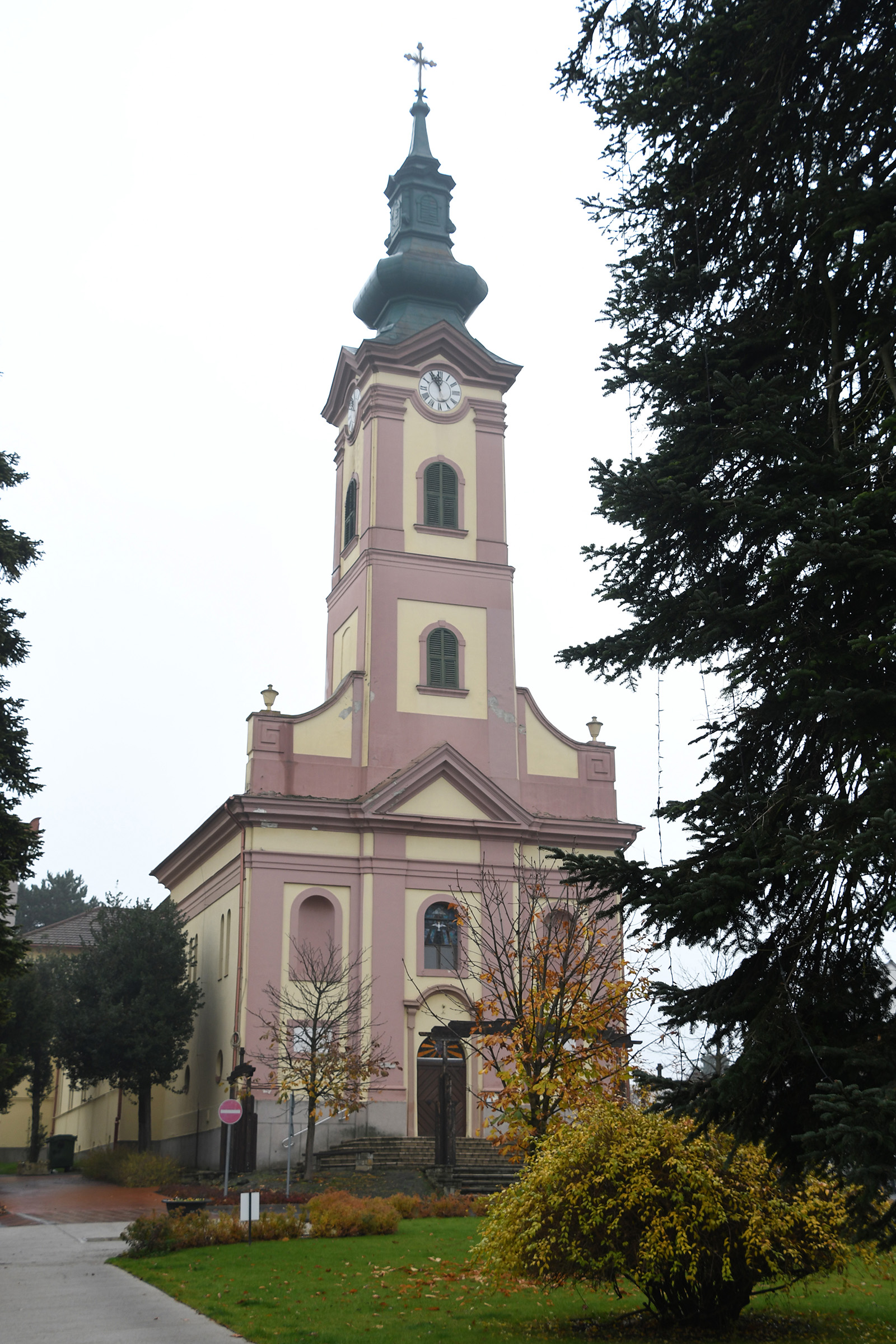
Fasada